# Julie Præst Wilche
Julie Præst Wilche (født 25. august 1971 i Århus) er rigsombudsmand i Grønland. Hun tiltrådte i embedet 1. maj 2022. Forinden har hun blandt andet været departementschef i Departementet for Sociale Anliggender og Justitsområdet i Grønland fra 2015 til 2021 og direktør i kriminalforsorgen i Grønland fra 1 september 2021.
Wilche kommer fra Danmark hvor hun er uddannet sygeplejerske. Hun flyttede til Grønland i 1990'erne. I 2009 færdiggjorde hun en kandidatgrad i offentlig forvaltning, cand.scient.adm. fra Ilisimatusarfik, Grønlands Universitet. Hun har tidligere været ansat i Departementet for Sundhed, hvor hun var været konstitueret departementschef. I 2015 blev hun departementschef i Departementet for Sociale Anliggender og Justitsområdet, og 1. oktober 2021 blev hun direktør i kriminalforsorgen i Grønland efter Naaja H. Nathanielsen som i april var blevet minister i Múte B. Egedes første regering. 1. maj 2022 overtog hun posten som rigsombudsmand i Grønland efter Mikaela Engell.
Wilche er gift med Jon Wilche der arbejder i Air Greenland.